# Zeberka białolica
Zeberka białolica, amadynka białolica, astryld kratoskrzydły (Stizoptera bichenovii) – gatunek małego ptaka z rodziny astryldowatych (Estrildidae), podrodziny mniszek (Lonchurinae). Zamieszkuje Australię, nie jest zagrożony wyginięciem.

## Systematyka
Na podstawie badań filogenetycznych takson ten jest obecnie umieszczany w monotypowym rodzaju Stizoptera, wcześniej zaliczano go do rodzaju Taeniopygia. Wyróżniono dwa podgatunki S. bichenovii:
- S. bichenovii annulosa (Gould, 1840) – zeberka czarnorzytna – północno-zachodnia i północna Australia,
- S. bichenovii bichenovii (Vigors & Horsfield, 1827) – zeberka białolica – wschodnia Australia.

## Morfologia
Długość ciała 10–11 cm; masa ciała 7–12 g.

## Ekologia i zachowanie
Żywi się nasionami głównie traw i chwastów, jak również niewielkimi owadami i pająkami. Ptaki te żyją w małych stadach na sawannach porośniętych gęstymi zaroślami lub pojedynczymi drzewami, szczególnie licznie występują w okolicach wód, żyją przy ziemi, gdzie wyszukują nasion traw.
Kuliste gniazda budują na ziemi w gęstej trawie lub na niewielkiej wysokości w zaroślach. Samce posiadają ciemniejsze skrzydła oraz ogon. Samica składa od 4 do 6 białych jaj, z których po 11 dniach wylęgają się młode. Po 22–25 dniach młode opuszczają gniazdo i są jeszcze przez 14 dni karmione przez rodziców.

## Status
Międzynarodowa Unia Ochrony Przyrody (IUCN) uznaje zeberkę białolicą za gatunek najmniejszej troski (LC, least concern) nieprzerwanie od 1988 (stan w 2025). Liczebność populacji nie została oszacowana, ale ptak ten opisywany jest jako pospolity lub lokalnie pospolity. BirdLife International ocenia trend liczebności populacji jako prawdopodobnie stabilny ze względu na brak istotnych zagrożeń bądź dowodów na spadki liczebności.

## W hodowli
Gatunek ten jest znany jako ptak hodowlany. Został sprowadzony do Europy w 1870. Łatwo rozmnaża się w niewoli.